# الی راث
الی رافائل راث (انگلیسی: Eli Raphael Roth؛ زاده ۱۸ آوریل ۱۹۷۲) تهیه‌کننده، هنرپیشه و کارگردان اهل ایالات متحده آمریکا است. وی از سال ۱۹۹۶ میلادی تاکنون مشغول فعالیت بوده‌است.

## آثار کارگردانی
- کلبه تب‌دار (۲۰۰۲)
- مسافرخانه (۲۰۰۵)
- مسافرخانه: قسمت ۲ (۲۰۰۷)
- گرایندهاوس (۲۰۰۷)
- جهنم سبز (۲۰۱۳)
- تق تق (۲۰۱۵)
- کلبه تب‌دار (۲۰۱۶)
- آرزوی مرگ (۲۰۱۸)
- خانه‌ای با ساعتی درون دیوارهایش (۲۰۱۸)
- باله (۲۰۲۱)
- سرزمین‌های مرزی (۲۰۲۲)
- روز شکرگزاری (۲۰۲۳)

## نگارخانه

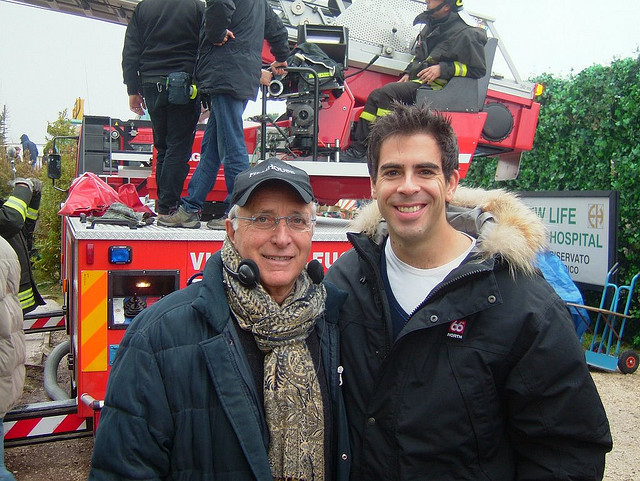
الی راث در فوریه سال ۲۰۰۶ در تور خبری ایتالیا متعلق به فیلم مسافرخانه محصول سال ۲۰۰۵
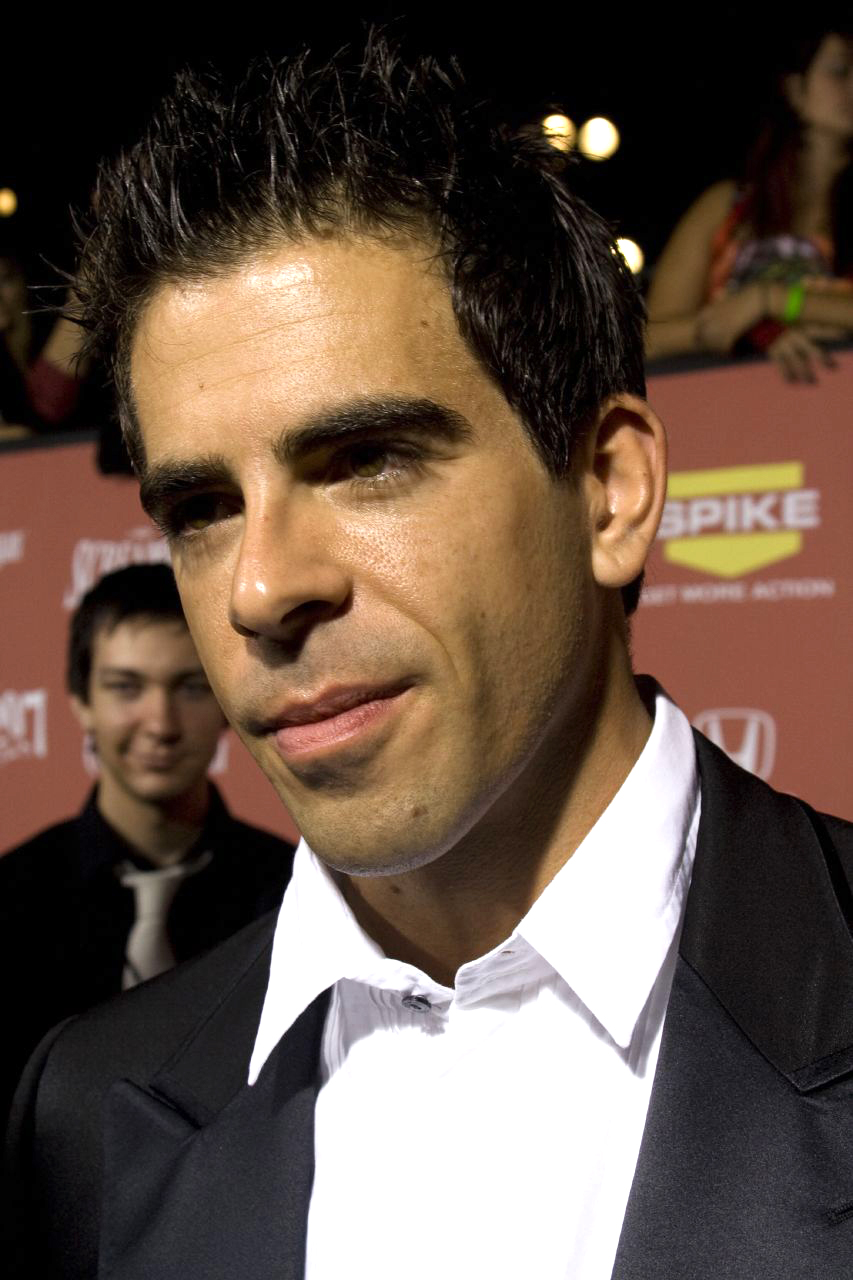
الی راث در اکتبر ۲۰۰۷ میلادی
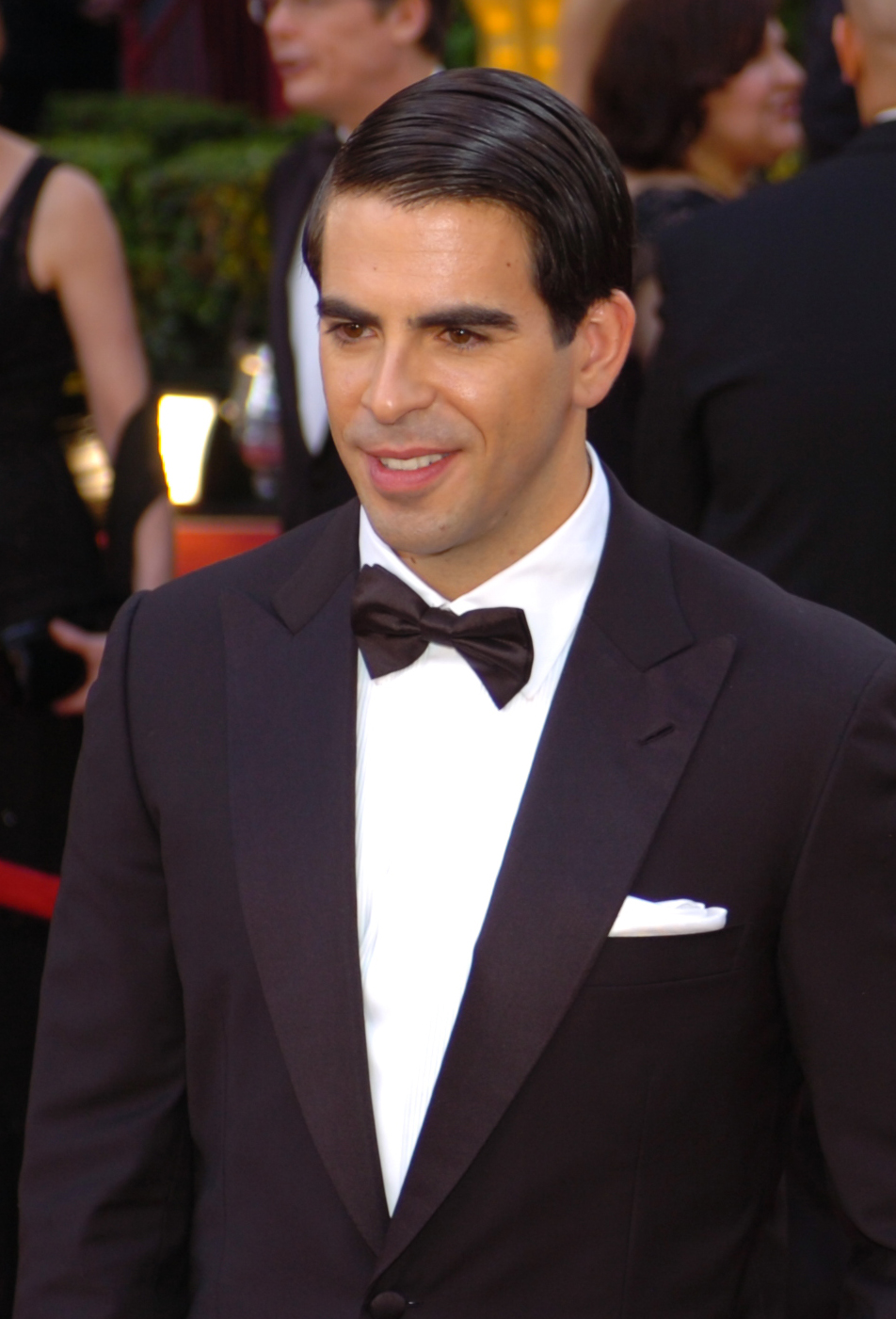
الی راث در مارس ۲۰۱۰ میلادی